# Télégraphe Chappe
Pour les articles homonymes, voir Télégraphe (homonymie).

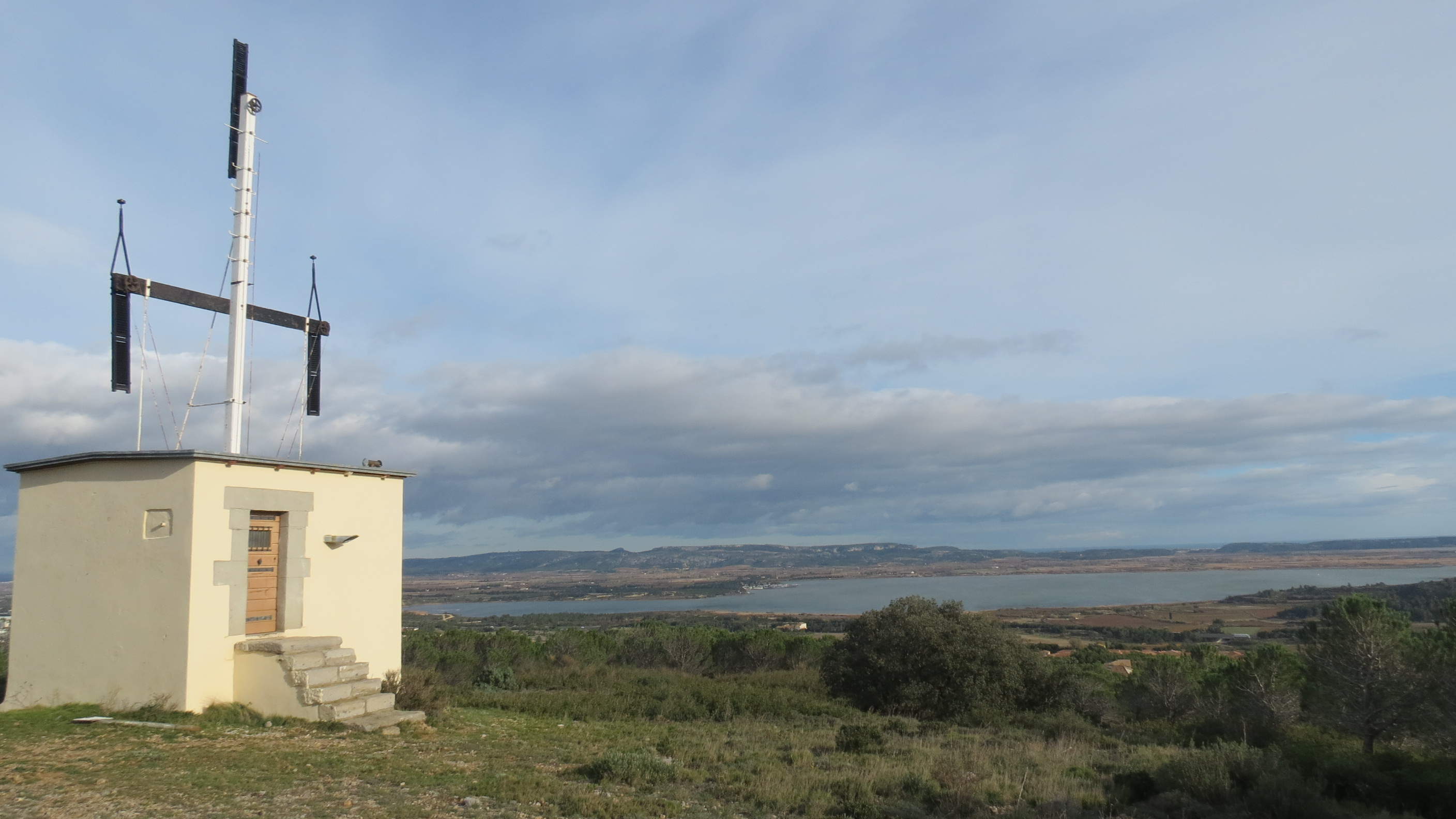
Poste télégraphique Chappe de la ligne Narbonne-Perpignan, dominant l'étang de Bages-Sigean.

Le télégraphe Chappe (ou télégraphe aérien) est un moyen de communication (télégraphe) visuel français par sémaphore effectif sur des distances de plusieurs centaines de kilomètres, inventé par le Français Claude Chappe en 1794. Les sémaphores sont en général placés sur des tours dites tours Chappe.
Aujourd'hui, seuls une vingtaine d'exemplaires de télégraphe Chappe subsistent en France, dont certains dans un état précaire (mécanisme disparu).

## Description
Les tours Chappe (ou télégraphes de Chappe) prenaient la forme d'une tour carrée, d'une tour ronde, d'une tour pyramidale ou étaient placées sur un clocher.
Une tour Chappe était constituée :
- du signal (mât muni d'un régulateur pivotant et de deux indicateurs articulés) ;
- d'une salle de travail à l'étage où le stationnaire observait les tours voisines et actionnait le système de manœuvre du signal ;
- d'un local de repos en dessous, où le stationnaire pouvait descendre se reposer un quart d'heure après le coucher du soleil à un quart d'heure avant le lever du soleil.

Deux stationnaires étaient affectés à une tour, et ils se relayaient chaque jour à midi. Ces agents (des militaires réformés généralement) étaient uniquement chargés de transmettre les signaux sans avoir la possibilité de les interpréter, secret militaire oblige. Depuis Paris, Lille en 1794, Strasbourg en 1798 et Brest en 1799 furent les premières villes desservies. Par exemple entre Paris et Brest, 58 stations parsemaient le trajet ; la ligne passait notamment par Le Mont-Saint-Michel.

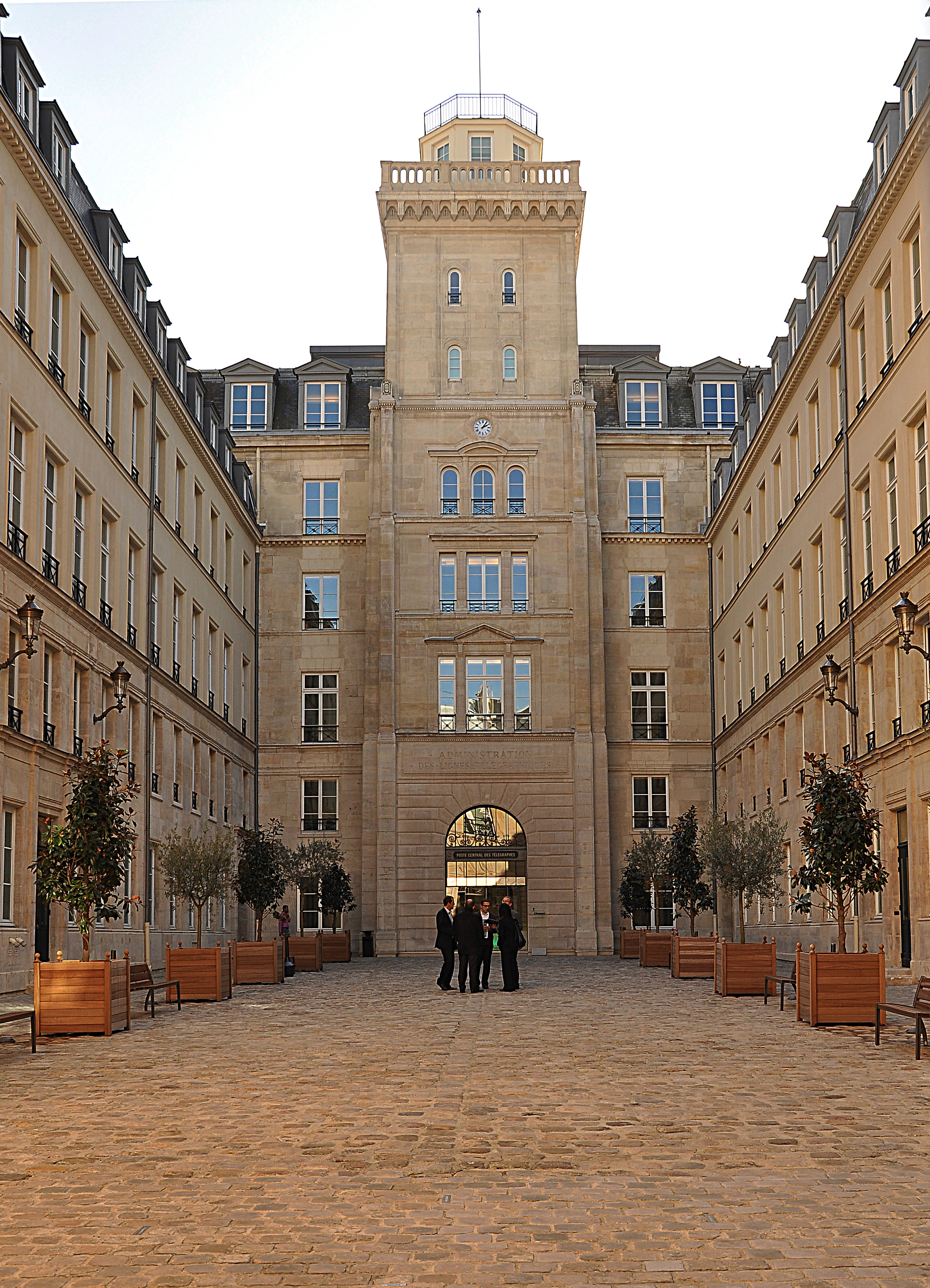
Tour Chappe à Paris, 103 rue de Grenelle (7e arrondissement).
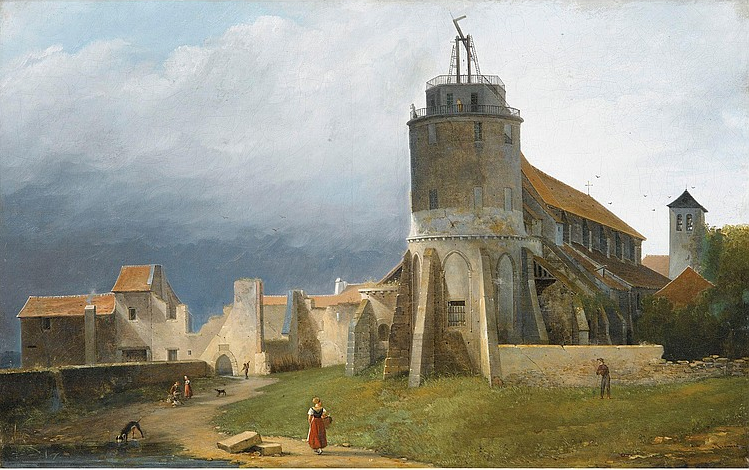
Jacques Auguste Regnier (1787-1860), vue du télégraphe optique de Chappe de l'église Saint-Pierre de Montmartre, vers 1820.
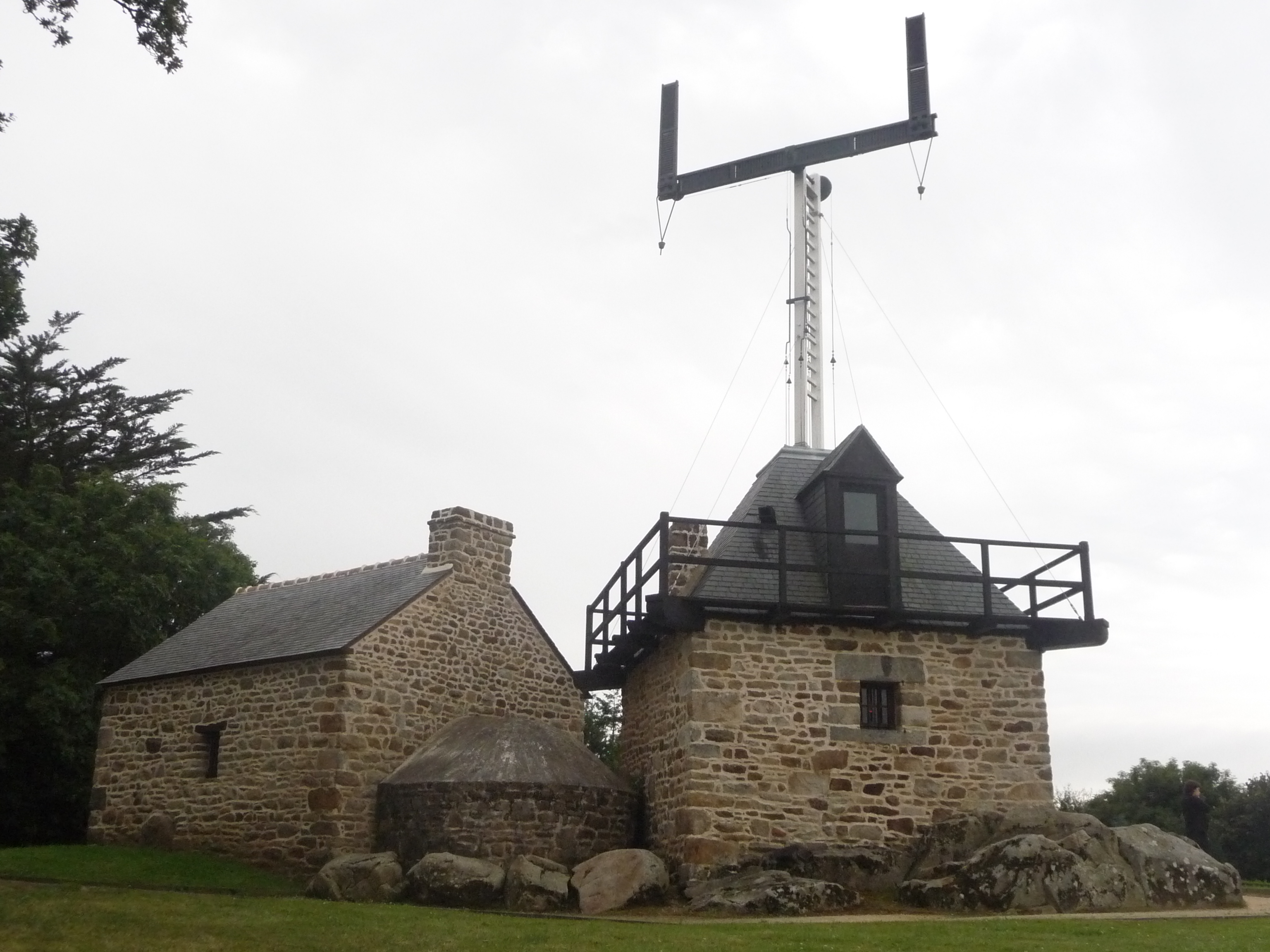
La tour Chappe de Saint-Marcan (Ille-et-Vilaine).

## Conception

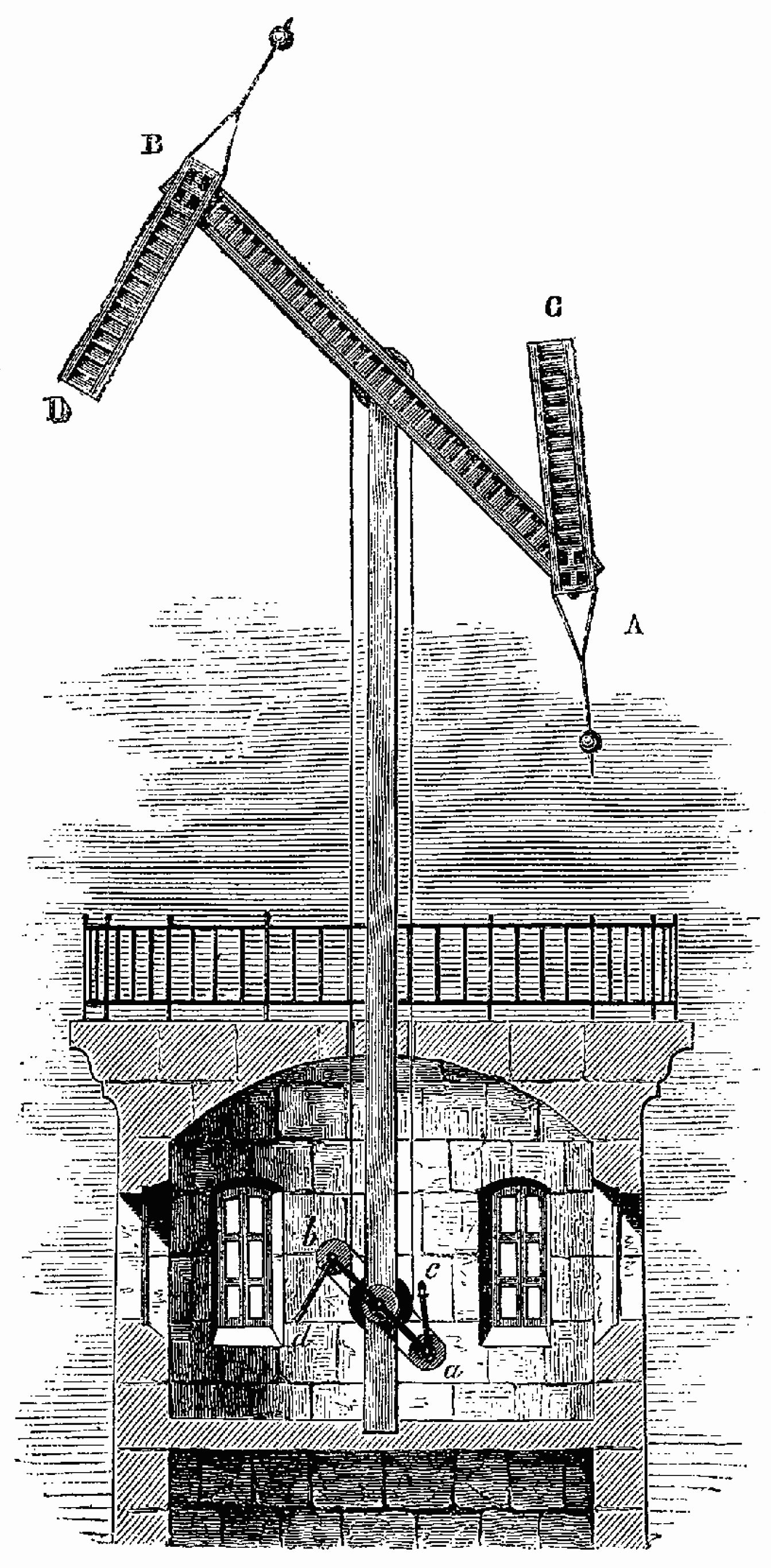
Télégraphe de Chappe. Le régulateur est le segment AB. Les indicateurs sont les segments AC et BD. Le mât est la poutre verticale. À sa base se trouve le dispositif mécanique (le manipulateur), qui forme le signal et le reproduit en miniature (segments AC et BD).

Au fil du temps, le système télégraphique Chappe incarnait différentes conceptions, la variation étant en partie due aux améliorations technologiques apportées au fur et à mesure que le système était utilisé.

### Mécanisme
Dans un modèle typique, le mécanisme est constitué :
- d'un mât de 7 mètres de couleur bleu ciel en partie extérieure, intégrant une échelle pour accéder aux éléments mobiles et réaliser leur entretien ;
- d'un bras principal de couleur noire nommé « régulateur », de 4,60 m de long sur 0,35 m de large ;
- de deux ailes noires nommées « indicateurs », de 2 m sur 0,30 m ;
- de contrepoids gris pour chaque indicateur, nommés « fourchettes » ;
- d'un système de manœuvre au pied du mât en salle de travail, nommé « manipulateur », reproduisant à l'identique les positions du signal ;
- d'un système de transmission par câbles et poulies de renvoi.

Les régulateurs et indicateurs sont munis de persiennes fixes pour réduire la prise au vent.
Le mât et les structures du régulateur et des indicateurs sont en chêne, les persiennes en bois de pin, les poulies en orme, les poignées en frêne, les mécanismes sont en fer, bronze et laiton.

### Longues-vues
Deux longues-vues ont été utilisées dans chaque tour pour voir les signaux en amont et en aval de cette tour. Elles avaient des grossissements compris entre 30× et 65×, selon la disposition des tours. Chaque longue-vue était montée dans un boîtier en bois qui la maintenait fixe et focalisée sur l'une des tours voisines. Cela évitait d'avoir à ajuster la longue-vue pour chaque message.

### Codage et déchiffrement

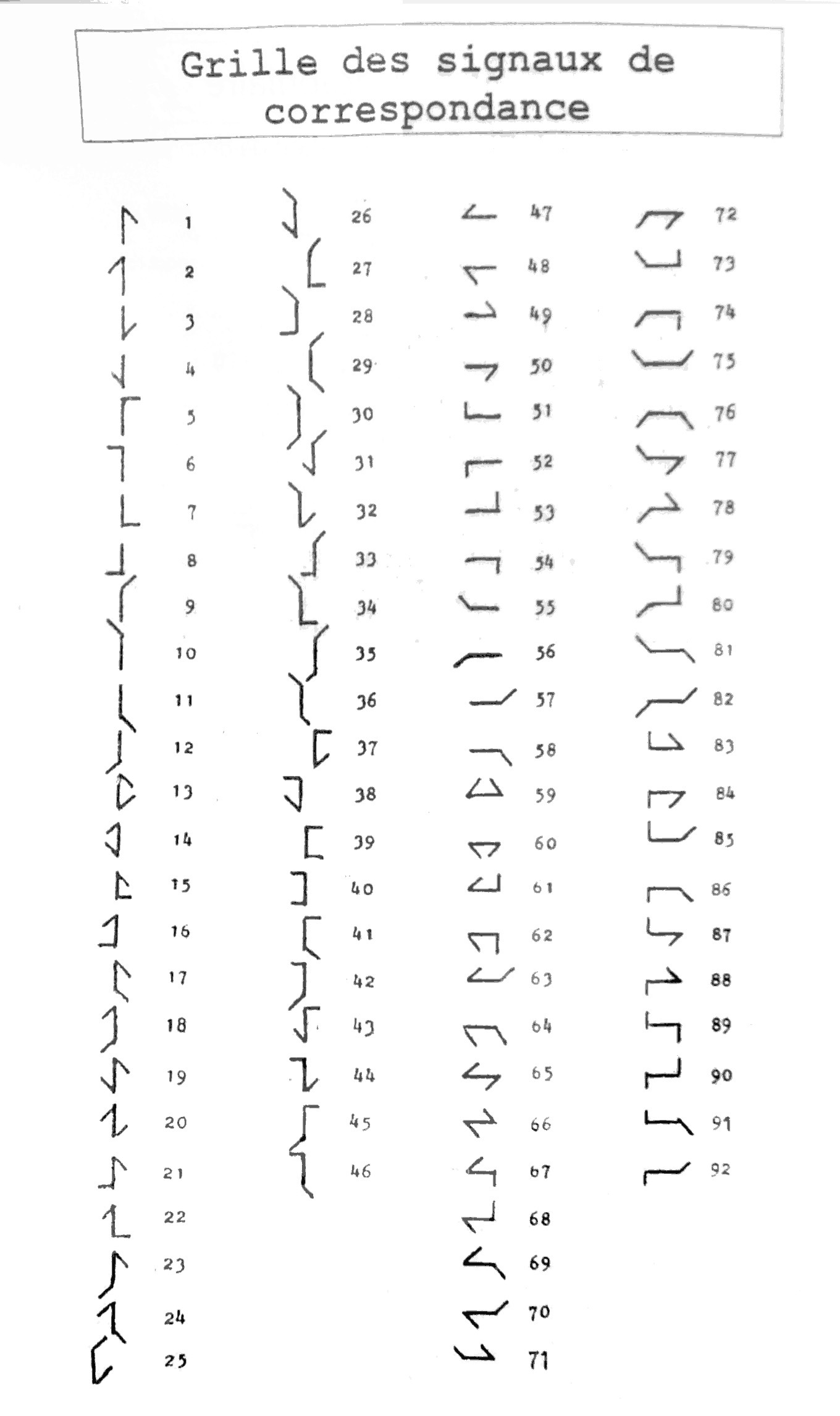
Liste des valeurs numériques des signaux Chappe. Document conservé au musée de Saint-Marcan.

#### Signaux télégraphiques
On distingue les signaux de correspondance et les signaux de régulation et de service :
- Les signaux de correspondance utilisent une position horizontale ou verticale du régulateur. De plus, la position oblique gauche du régulateur est utilisée pendant la composition des signaux de correspondance.
- Les signaux de régulation (urgence du message, absence, problème divers, brouillard…) utilisent uniquement la position oblique droite du régulateur.

Les signaux sont valides quand les petites ailes noires nommées indicateurs sont :
- repliées sur le régulateur ;
- ou forment un angle de 45° ou 90° ou 135° avec le régulateur.

La position dans le prolongement du régulateur n'est mécaniquement pas possible. Elle a été abandonnée pour éviter confusion et ambiguïté avec la position repliée sur le régulateur.
Chaque indicateur pouvant prendre 7 positions par rapport au régulateur, ce dernier pouvant en prendre 2, cela donne 98 positions possibles (7×7×2). Positions desquelles on retire 6 signaux de service, ce qui laisse 92 signaux de correspondance pour former le message,[Quoi ?] ce qui en utilisant 2 signaux par mot ou expression permet d'avoir un vocabulaire de 8464 mots (92×92).

#### Galerie - composition d'un signal

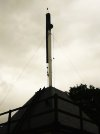
Position de sécurité.
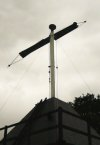
Composition d'un signal (si mouvement).
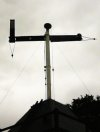
Premier code.
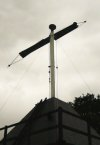
Composition d'un signal.
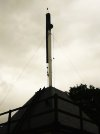
Second code.
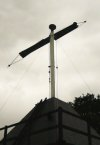
Composition du signal suivant.

#### Codage

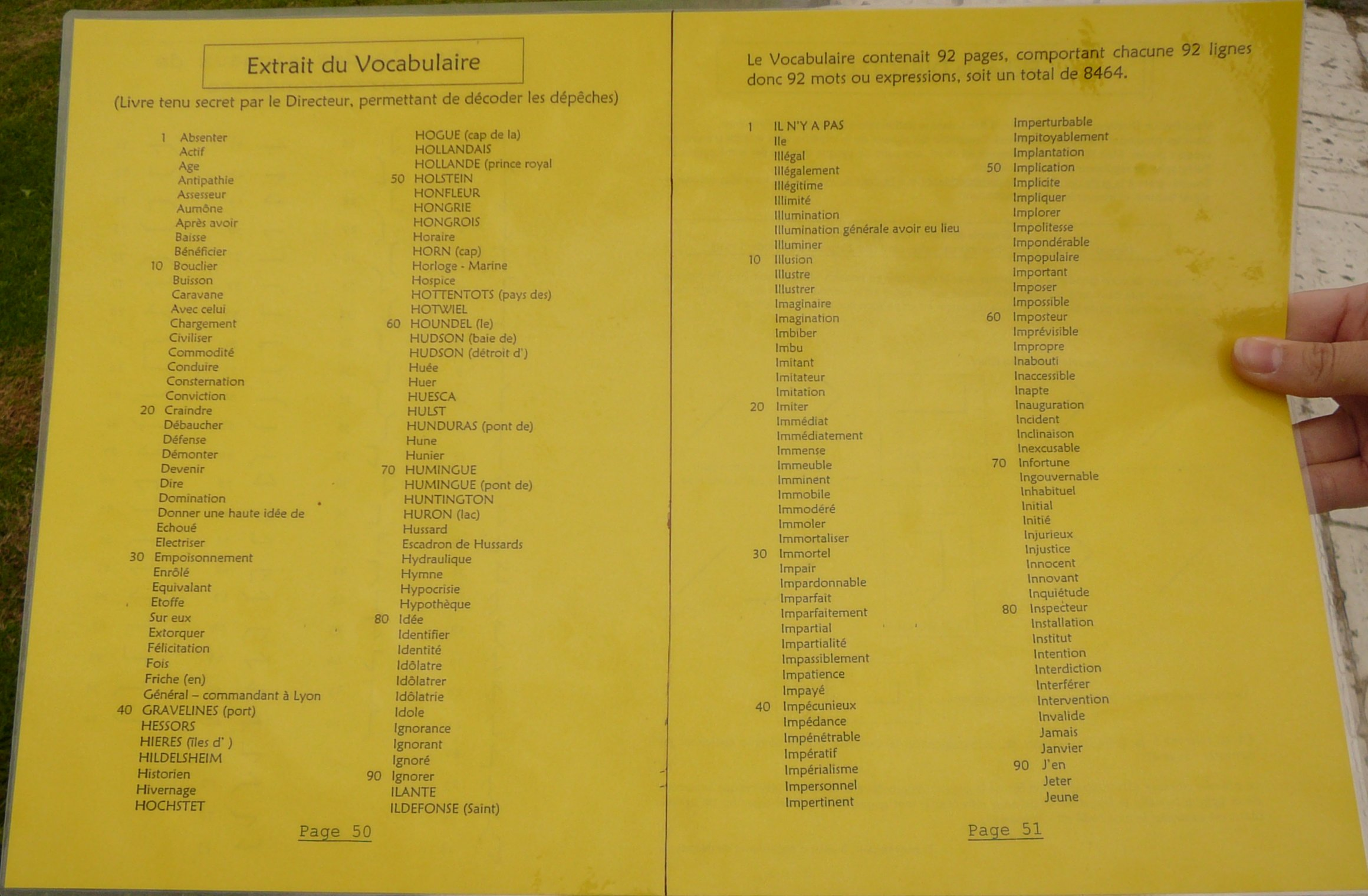
Page du livre des codes télégraphiques Chappe.

Le message était codé à la tour d'origine à l'aide d'un livre de codes et décodé à la tour de destination à l'aide d'un livre identique. 
Le système type "Lille" adopté pour le première liaison (Paris-Lille) a laissé la place au système de type "Milan", le plus employé sur le réseau national, qui permet d’afficher 98 signaux différenciés dont 92 réservés pour la correspondance, les 6 autres étant affectés aux mentions de service.
Le livre de codes avait 92 pages et chaque page contenait 92 entrées numérotées, chacune avec un mot, une série de mots apparentés, ou une expression. Les messages étaient composés de mots et d'expressions parmi les 8464 (92 × 92) choix possibles. Pour chaque mot ou expression, deux symboles étaient transmis ; le premier indiquait le numéro de page du mot ou de l'expression, tandis que le second indiquait la position du mot sur la page du livre de codes. Par exemple, dans la photo d’une page du livre de codes à droite, le code pour « ignorance » serait (50, 87) puisque le mot est à la page 50 en position 87.

## Historique

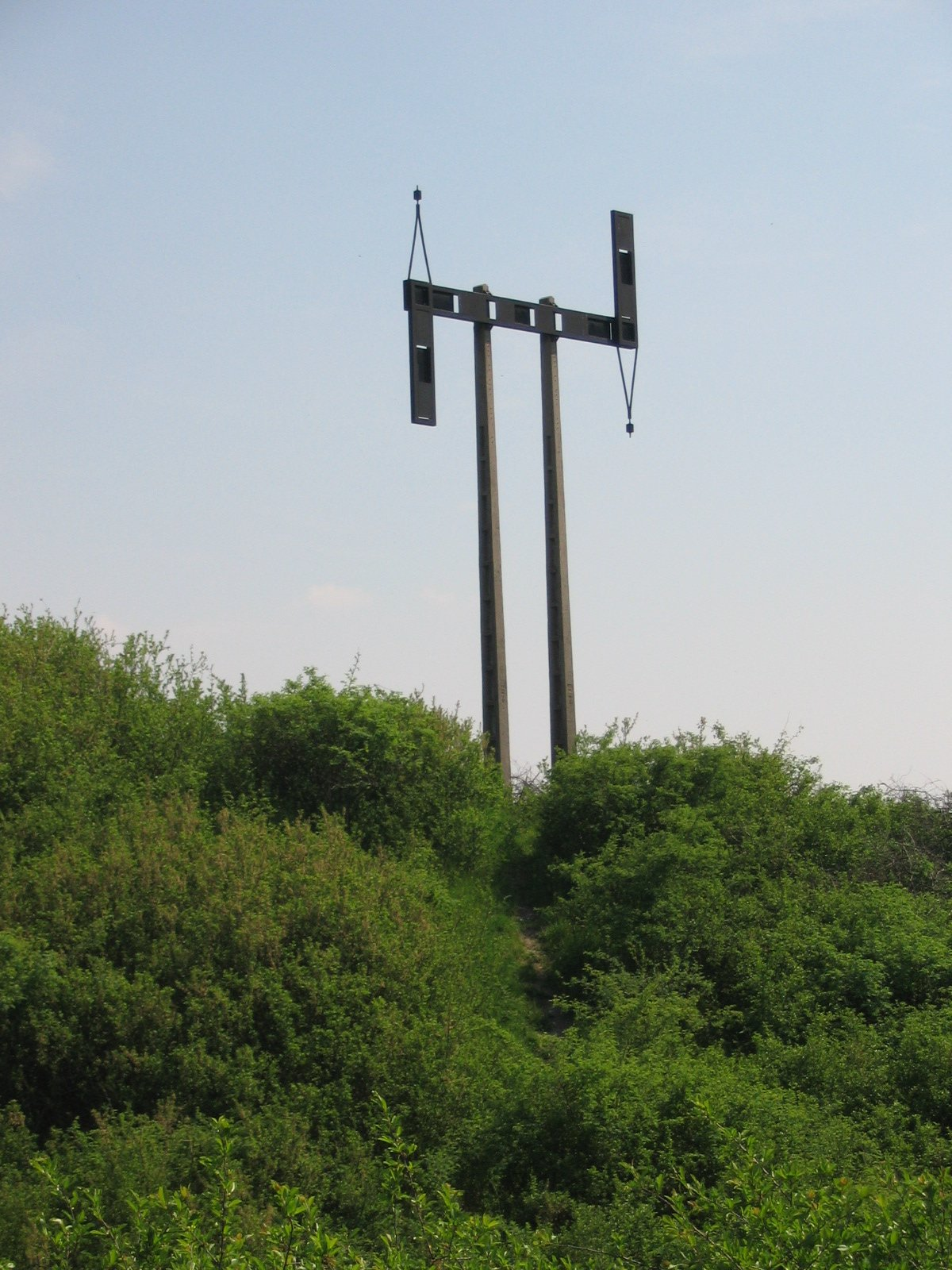
Monument commémorant une Tour de Chappe à Neugartheim-Ittlenheim sur le Kochersberg (301 mètres) en Alsace.

La communication sur de longues distances est un problème récurrent dans l'histoire. Ce problème était particulièrement pressant en France au plus fort de la Révolution française, alors que le pays était entouré par les forces hostiles de la Grande-Bretagne, de l'Autriche, de la Prusse et des Pays-Bas. Dans ce contexte, la France obtiendrait un avantage stratégique si, contrairement à ses ennemis, elle disposait d'un système de communication rapide et fiable.
Le télégraphe Chappe fournissait justement un tel système de communication rapide et fiable. Par exemple, envoyer un message transporté par des chevaux de Strasbourg à Paris prenait 4 jours. Avec le télégraphe Chappe, cela a pris 2 heures.
Entre la vitesse du cheval au galop et les débuts du télégraphe électrique, Claude Chappe mit au point un ingénieux système de communication de télégraphe aérien pendant la Révolution. Les « tours de Chappe » étaient coiffées d’un mât mobile, visible à la jumelle de la tour voisine, distante de 10 km à 15 km.
La ligne Paris-Lille fut ainsi opérationnelle dès 1794 à des fins militaires. Elle permit de transmettre des messages entre ces deux villes avec une durée de neuf minutes pour transmettre un symbole via une quinzaine de tours ; le temps de transmission d'un message dépendait de sa longueur. La nouvelle de la prise du Quesnoy le 15 août 1794 et celle de la reddition de la ville de Condé le 30 août 1794 furent ainsi connues à Paris, à la Convention, en quelques minutes.
En 1844, 534 tours quadrillent le territoire français reliant sur plus de 5 000 km les plus importantes agglomérations. En 1845, la première ligne de télégraphe électrique est installée en France entre Paris et Rouen, sonnant le glas des tours de Chappe.
Entre 1834 et 1836, le télégraphe Chappe a été utilisé à des fins personnelles par les deux hommes d'affaires bordelais Louis et François Blanc, afin de connaître avant tout le monde la clôture des cours de la rente à la Bourse de Paris, il s'agit du piratage du télégraphe Chappe.

### Invention
Claude Chappe définit en 1790 un nouveau projet visant à « mettre le gouvernement à même de transmettre ses ordres à une grande distance dans le moins de temps possible. » Ayant essayé plusieurs solutions, il opte finalement pour la transmission de signes optiques avec observation à la lunette. Les 2 et 3 mars 1791, Chappe expérimente un télégraphe optique avec un système de pendules synchronisées et un panneau optique blanc et noir entre Brûlon et Parcé. Il transmet alors le message suivant : « L'Assemblée nationale récompensera les expériences utiles au public. »
En juin 1791, Claude Chappe s’installe à Paris et réalise des nouvelles expériences à Ménilmontant, sur l'emplacement du cimetière de Belleville à proximité de la rue du Télégraphe qui est le point le plus haut de Paris. Chappe et les commissaires qui le soutiennent tentent d'obtenir l'adhésion du pouvoir politique, afin de généraliser l'usage du télégraphe. Le 22 mars 1792, Chappe soumet une pétition à l'Assemblée législative, dans laquelle il décrit son invention comme « un moyen certain d'établir une correspondance telle que le corps législatif puisse faire parvenir ses ordres à nos frontières et en recevoir la réponse pendant la durée d'une même séance. »
Le député Charles-Gilbert Romme, qui préparait son rapport sur le télégraphe, propose le 12 mars 1793 au commissaire de la Convention en Belgique de substituer ce système à celui des estafettes. Romme présente le 1er avril son rapport à la Convention au nom des Comités de l'instruction publique et de la Guerre, en mentionnant le seul usage militaire du télégraphe. Peu de temps après, le mot télégraphe fait son apparition grâce à André-François Miot de Mélito.
Le 12 juillet 1793, un premier essai est mené sur une distance de 26 km, entre Ménilmontant, Écouen et Saint-Martin-du-Tertre (Val-d'Oise). Le 25 juillet suivant, Claude Chappe est nommé ingénieur télégraphe par décret, et le lendemain, Lakanal présente le rapport qui fait le bilan de l'expérimentation décrétée par la Convention. Chappe adresse une lettre à Lakanal à propos des opposants au projet :
« Comment n'ont-ils pas été frappés de l'idée ingénieuse que vous avez développée hier au Comité [d'instruction publique] et à laquelle je n'avais pas songé ? L'établissement du télégraphe est, en effet, la meilleure réponse aux auteurs qui pensent que la France est trop étendue pour former une République. Le télégraphe abrège les distances et réunit en quelque sorte une immense population sur un seul point. »
Les premiers essais éveillent néanmoins les soupçons de la population et entraînent la destruction de son appareil, moins probablement pour des rumeurs de sorcellerie que pour retarder les communications gouvernementales.

### Construction
La première ligne télégraphique Chappe était une série de quinze tours reliant Paris et Lille sur une distance de 230 kilomètres. La ligne Paris-Lille n'était opérationnelle qu'à des fins militaires. Ses tours permettaient de transmettre un message court entre ces deux villes en 9 minutes. Les développements ultérieurs ont ajouté les grandes villes françaises, Paris étant le nœud central du système. Entre Paris et Brest en Bretagne, 58 tours jalonnaient le parcours. Outre Paris-Lille en 1794, d'autres villes initialement desservies sont : Strasbourg en 1798 et Brest en 1799. En 1844, 534 tours sillonnent le territoire français, reliant les 29 villes les plus importantes au moyen de 534 gares et couvrant plus de 5 000 km.
Le réseau s'étend également en Europe jusqu'à Amsterdam, Mayence et Venise et en Afrique du Nord où il couvre l'Algérie (Alger-Oran et Alger-Constantine en 1853) et la Tunisie (Tunis-La Goulette et Tunis-Mohamedia en 1848-1849).
Au début, les mécanismes sont construits par les ateliers de l'administration centrale dans les locaux même de l'administration du télégraphe. En 1833, ils étaient construits dans l'atelier Guillaume Jacquemart : Atelier pour la confection des télégraphes et autres machines, passage du Désir, faubourg Saint-Denis, numéro 88.
Les télescopes utilisés dans le système étaient à l'origine produits en Angleterre, mais étaient très chers. Le gouvernement a encouragé le développement des capacités de production françaises, qui ont finalement remplacé les sources anglaises.

### Gestion et personnel
À l'origine, le système était géré par Claude Chappe et ses frères. Cette gestion familiale a duré jusqu'à la monarchie de Juillet en 1830, après quoi il a été remplacé par un système administratif à la fois hiérarchique et militaire. En vertu de celui-ci, trois administrateurs de haut niveau géraient quatre départements (messagerie, personnel, installations et équipements, et comptabilité). Le siège était situé dans le 7e arrondissement de Paris, au 103, rue de Grenelle.
Au niveau opérationnel, les directeurs étaient les seuls à avoir accès au code télégraphique et étaient chargés du codage et du décodage des dépêches. En dessous d'eux, les inspecteurs étaient chargés de la surveillance d'un tronçon d'une douzaine de stations (appelé division) et notamment de maintenir les tours et les équipements en bon état de fonctionnement, de superviser les opérateurs des tours, d'identifier la source des erreurs de transmission et de sanctionner les opérateurs en cas de mauvaise performance. Les inspecteurs ont utilisé des télescopes militaires pour observer et évaluer les performances des tours individuelles.
Il y avait deux opérateurs, où stationnaires, par tour. Ils étaient recrutés soit par cooptation, soit parmi des militaires invalides, soit dans la population locale. Ils étaient soumis à un régime très sévère de présence. Appelés aussi télégraphiers ou télégraphistes, les stationnaires connaissaient les six signes fonctionnels (appelés signaux de service). Ils devaient transmettre les messages et également surveiller la tour suivante sur la ligne afin de vérifier qu'elle n'avait pas commis d'erreur lors de la retransmission du message. Les opérateurs étaient sanctionnés pour leurs fautes. Plus tard, en raison de problèmes financiers, souvent un seul stationnaire était affecté à chaque tour.

### Usage et mésusage

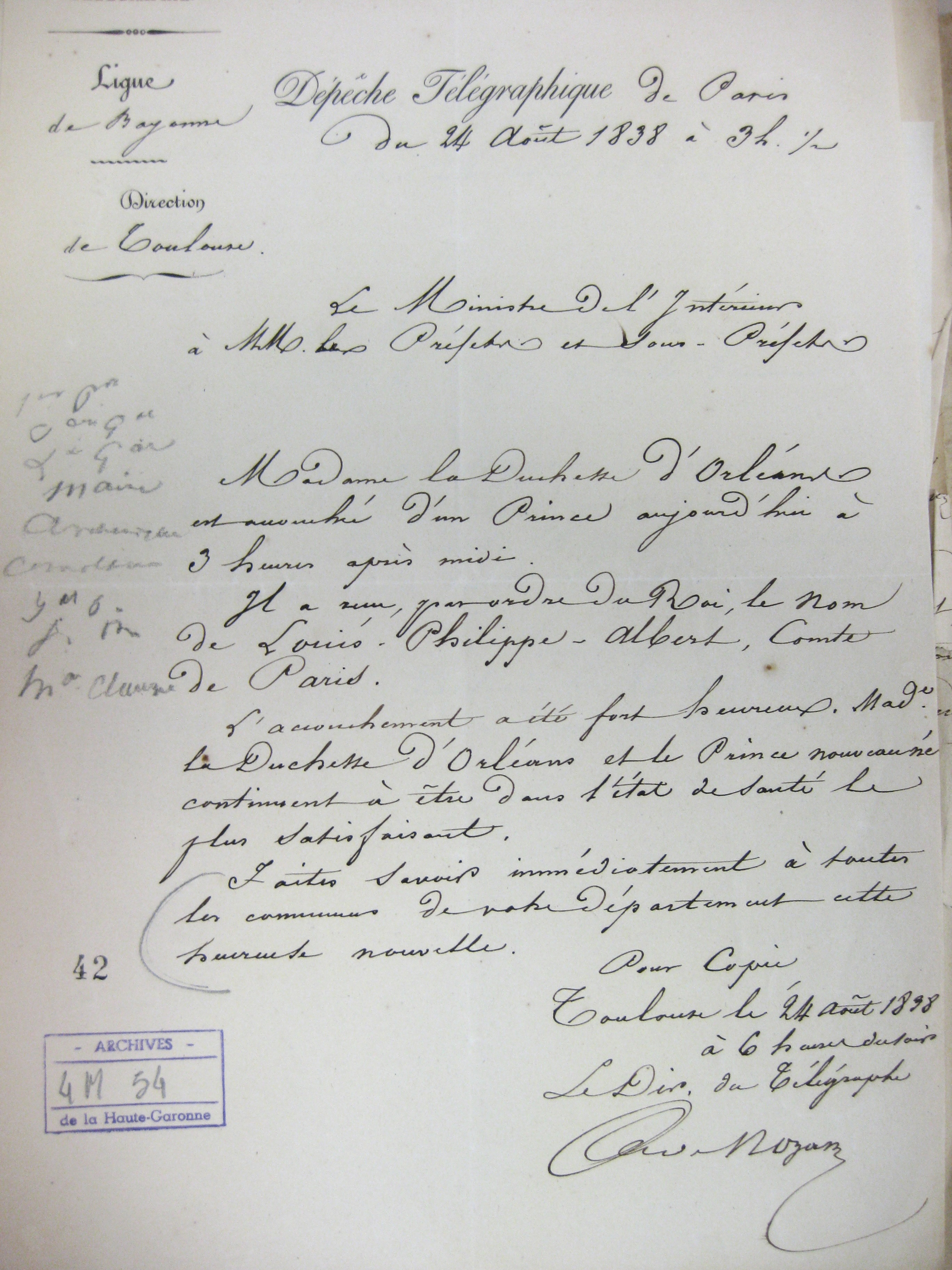
Une dépêche envoyée le 24 août 1838 de Paris à Toulouse annonçant la naissance du premier fils du duc d'Orléans. Le message a été transmis en deux heures et demie.

Les tours étaient efficaces pour permettre aux nouvelles de circuler rapidement à travers la France. La première utilisation militaire du système fut faite pour signaler la reprise aux forces autrichiennes des villes du Quesnoy le 15 août 1794 et de la ville de Condé-sur-l'Escaut le 30 août 1794. La nouvelle de ces victoires fut connue par la Convention à Paris en quelques minutes.
Des particuliers s'efforcent également de profiter des communications rapides offertes par le télégraphe. Entre 1834 et 1836, le télégraphe est utilisé par deux hommes d'affaires bordelais, les frères François et Joseph Blanc, pour recevoir avant tout le monde des informations sur le cours des rentes de la Bourse de Paris. L'utilisation a été découverte en 1836 et les deux frères ont passé du temps en prison en attendant leur procès, mais ont finalement été déclarés non coupables car il n'y avait pas de loi contre ce comportement.

## Chronologie
Le 4 août 1793, le Comité de salut public ordonne la mise en place de la ligne Paris-Lille et en confie la réalisation au ministère de la guerre.
Le 30 avril 1794, le télégraphe est testé sur la ligne Paris-Lille.
Le 17 août 1794, Barère, membre du Comité de salut public, annonce à la Convention la prise de Quesnoy dont il a été informé par télégraphe.
Le 30 août 1794, la première dépêche annonçant la prise de Condé-sur-Escaut : «Condé être restitué à République, reddition ce matin 6 heures », grâce à un sémaphore installé sur le mont Valérien.
Le 3 octobre 1794, décision de construire la ligne Paris-Landau (plus tard déviée vers Strasbourg).
En avril 1795, prolongation de la ligne nord vers Bruxelles.
En août 1798, mise en service de la ligne Paris-Brest.

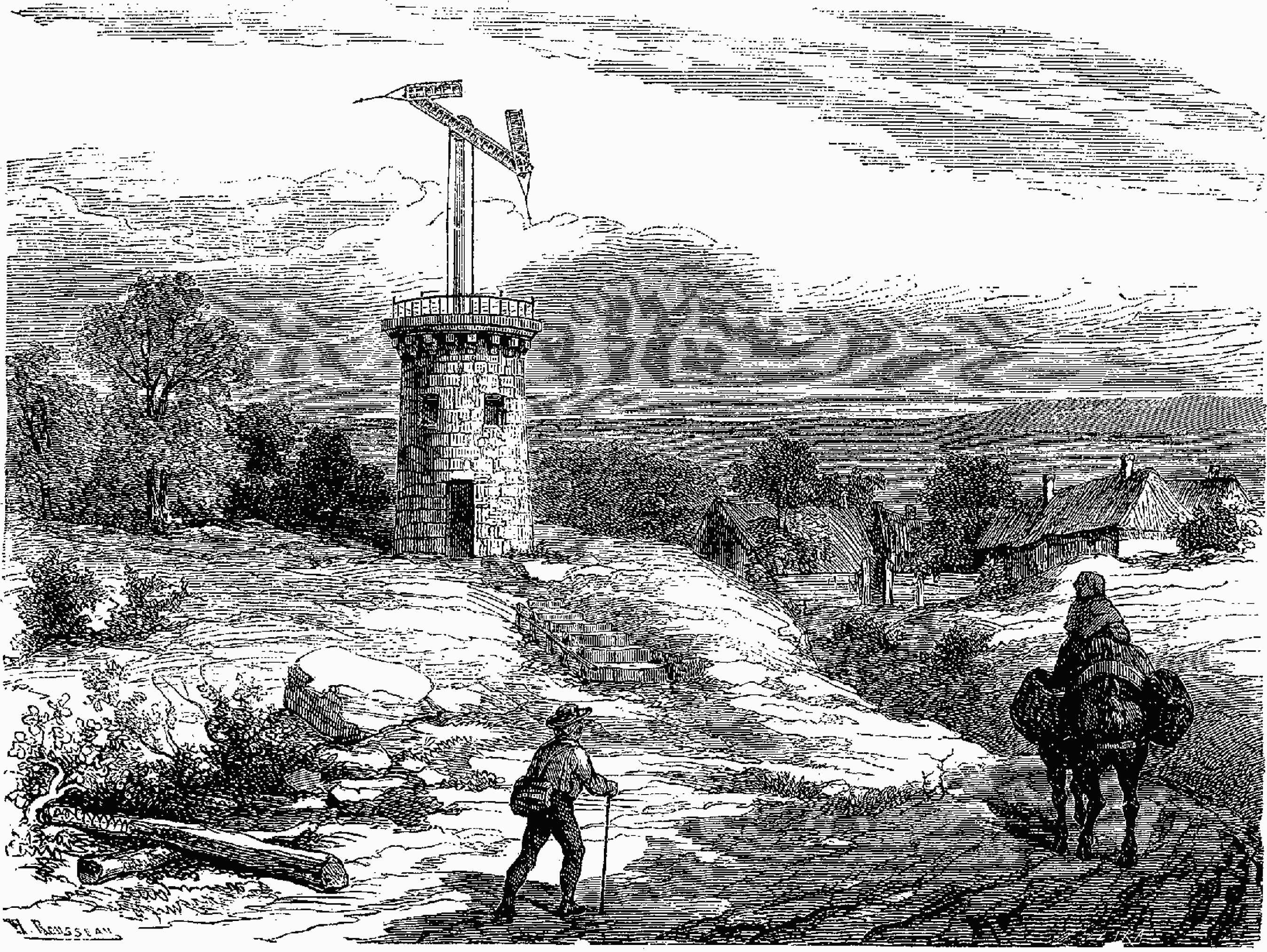
Une tour de télégraphe.

En juillet 1801, essai de nuit entre Ménilmontant et Saint-Martin-du-Tertre sans relais.
En 1805, création de la ligne Paris-Turin.
En 1810, la ligne nord va à Amsterdam et la ligne sud à Venise par Lyon, Turin et Mantoue (124 postes, 1 200 km, par le col du Mont-Cenis).
Une ligne Metz-Mayence existe du 29 mai 1813 à 1814.
En 1815, pendant les Cent jours, le télégraphe aérien s’arrête à Lyon. La dépêche, portée par un courrier jusqu’à Lyon, n’arrive à Paris que le 5 mars. Chappe, directeur du télégraphe, frère de l’inventeur, l'apporte au cabinet du roi Louis XVIII, qui dit : « C’est Bonaparte qui est débarqué sur les côtes de Provence. Il faut porter cette lettre au ministre de la Guerre. Il verra ce qu’il y aura à faire ».
En 1821, une ligne entre Lyon, Marseille et Toulon est créée.
En 1834, mise en place de la ligne Avignon-Bordeaux permettant de délester la ligne Paris-Toulon surchargée par les dépêches liées à la guerre en Algérie.
Le 3 mai 1837, loi sur le monopole de la communication en France en réponse à l'affaire du piratage du télégraphe Chappe.
En 1844, 534 tours quadrillent le territoire français reliant sur plus de 5 000 km, 29 importantes agglomérations.
En France, la télégraphie Chappe aura été développée de 1793 à 1854 ; il y aura également une amorce de réseau en Algérie (Alger-Oran et Alger-Constantine en 1853) et Tunisie (Tunis-La Goulette et Tunis-Mohamedia en 1848-1849).
Durant la guerre de Crimée une liaison sera établie en 1854 entre Varna et de Balchik sur la mer Noire.
En 1845, la première ligne de télégraphe électrique, utilisant le code Morse international, est installée en France entre Paris et Rouen, sonnant le glas des tours de Chappe. C'est le 27 avril 1845 qu'est réussi le premier essai de liaison télégraphique électrique entre Paris et Mantes, puis le 18 mai, entre Paris et Rouen, tant et si bien que, le 3 juillet 1846, une loi décidera la création d'une ligne Paris-Lille et, petit à petit, l'extension à toutes les lignes existantes. Mende, la préfecture de la Lozère, sera la dernière préfecture reliée à Paris par le télégraphe électrique en 1855.
En 1855, abandon de la dernière ligne du télégraphe aérien.
Les gros inconvénients du système étaient qu'il ne pouvait fonctionner ni la nuit ni par mauvaise visibilité et qu'il mobilisait beaucoup d'opérateurs (deux tous les 15 kilomètres environ).

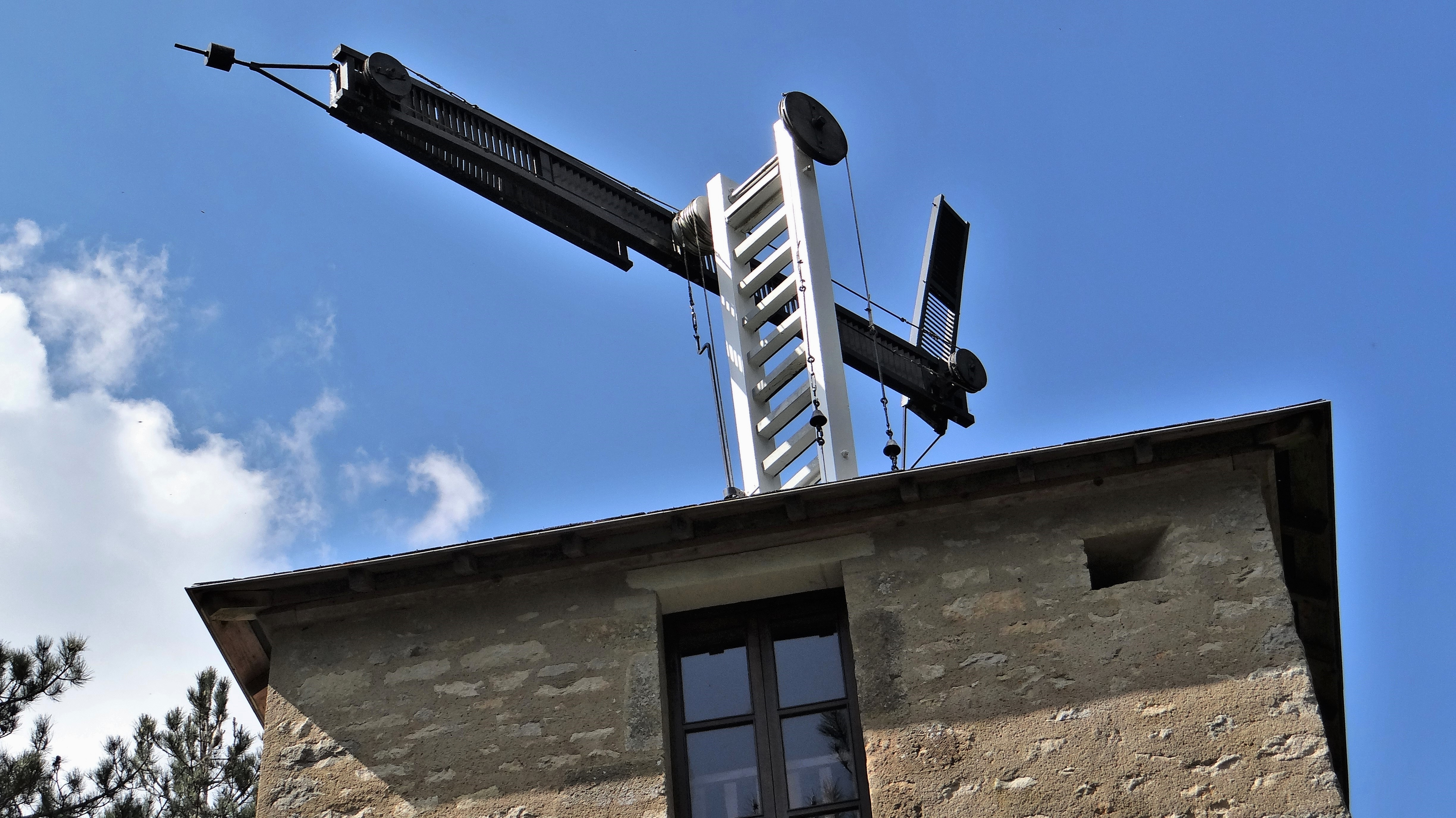
Mécanisme.
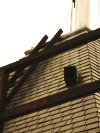
Lunette.
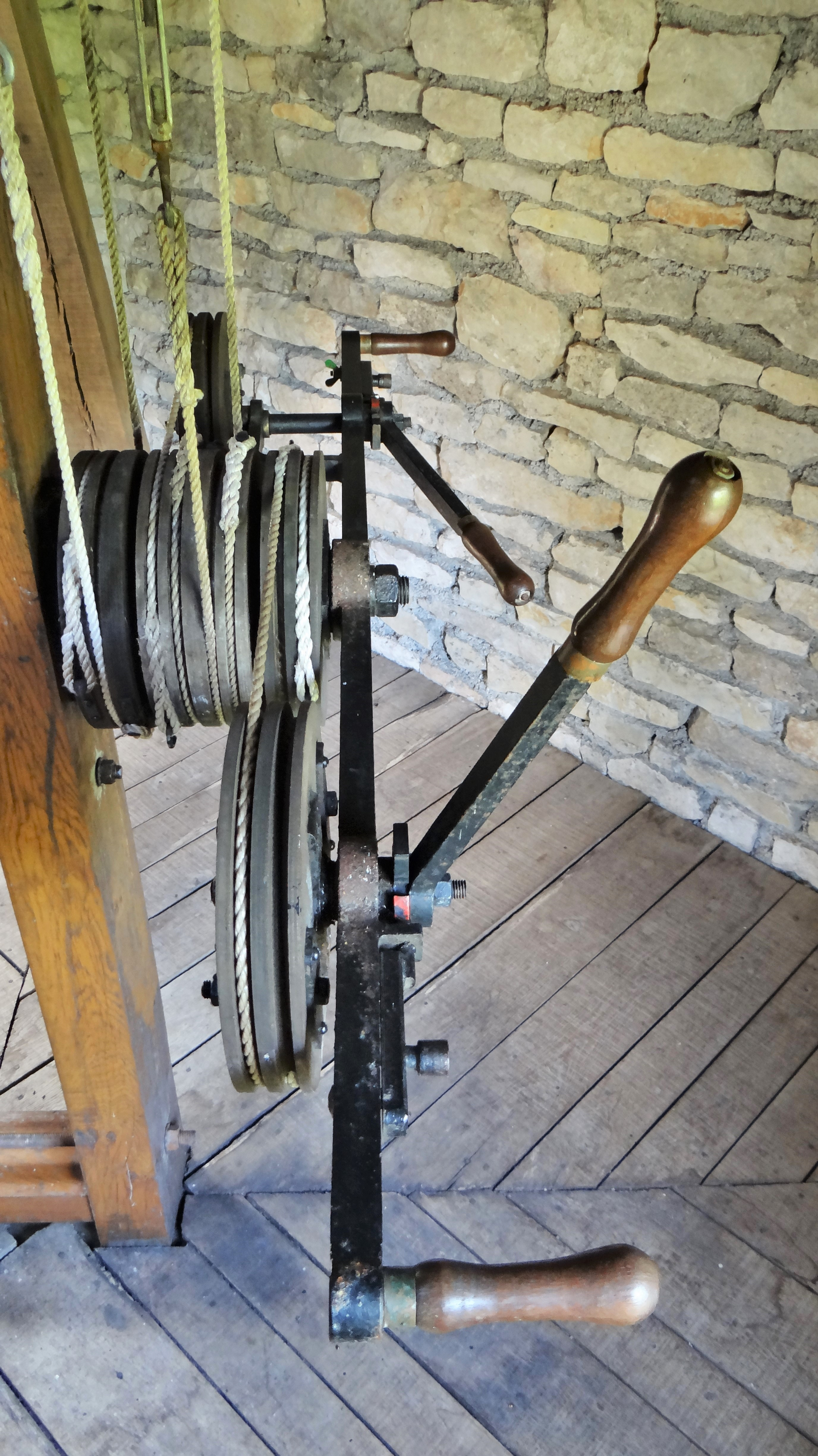
Système de manœuvre nommé « manipulateur ».
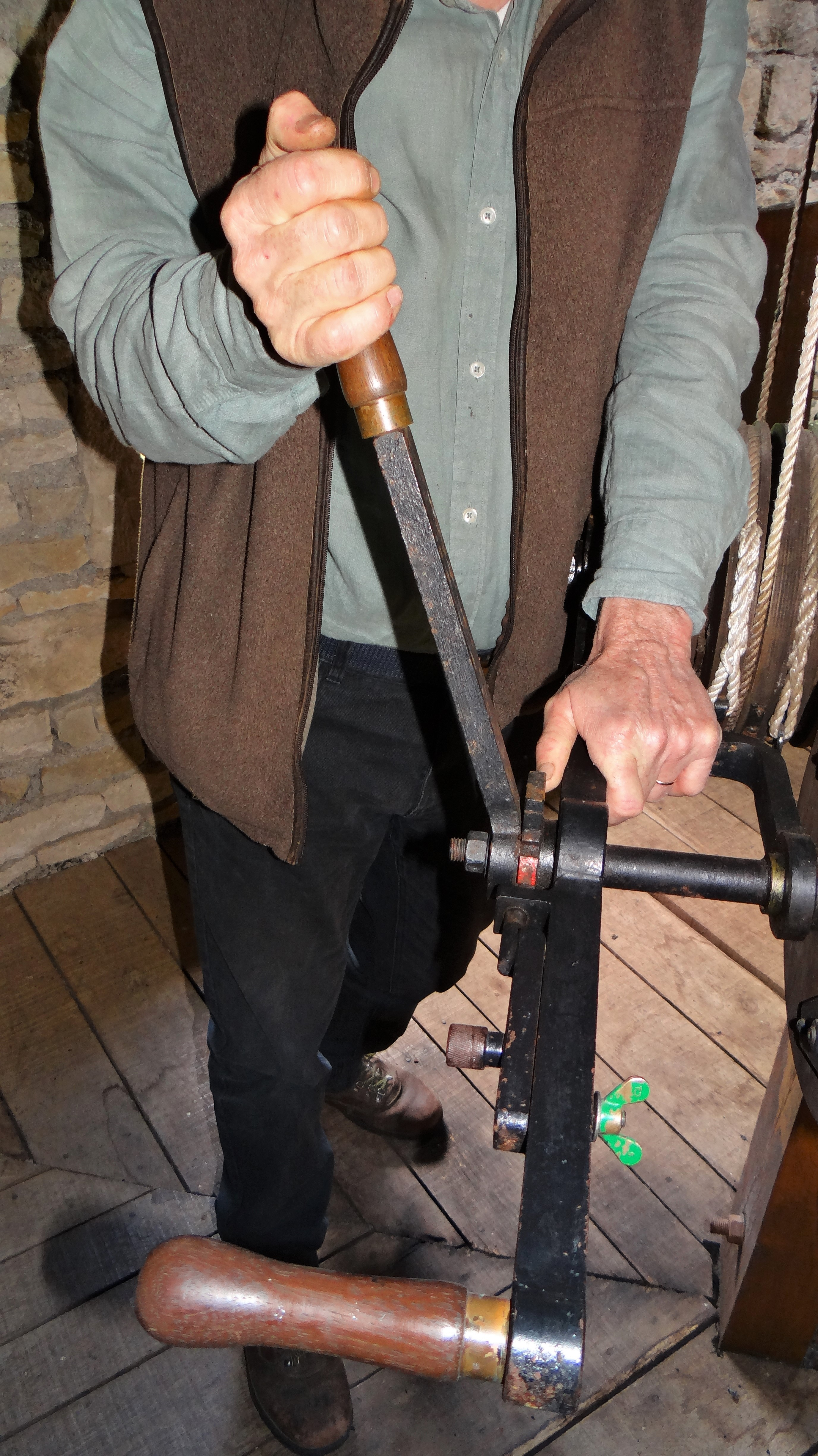
Manœuvre.

## Réseau

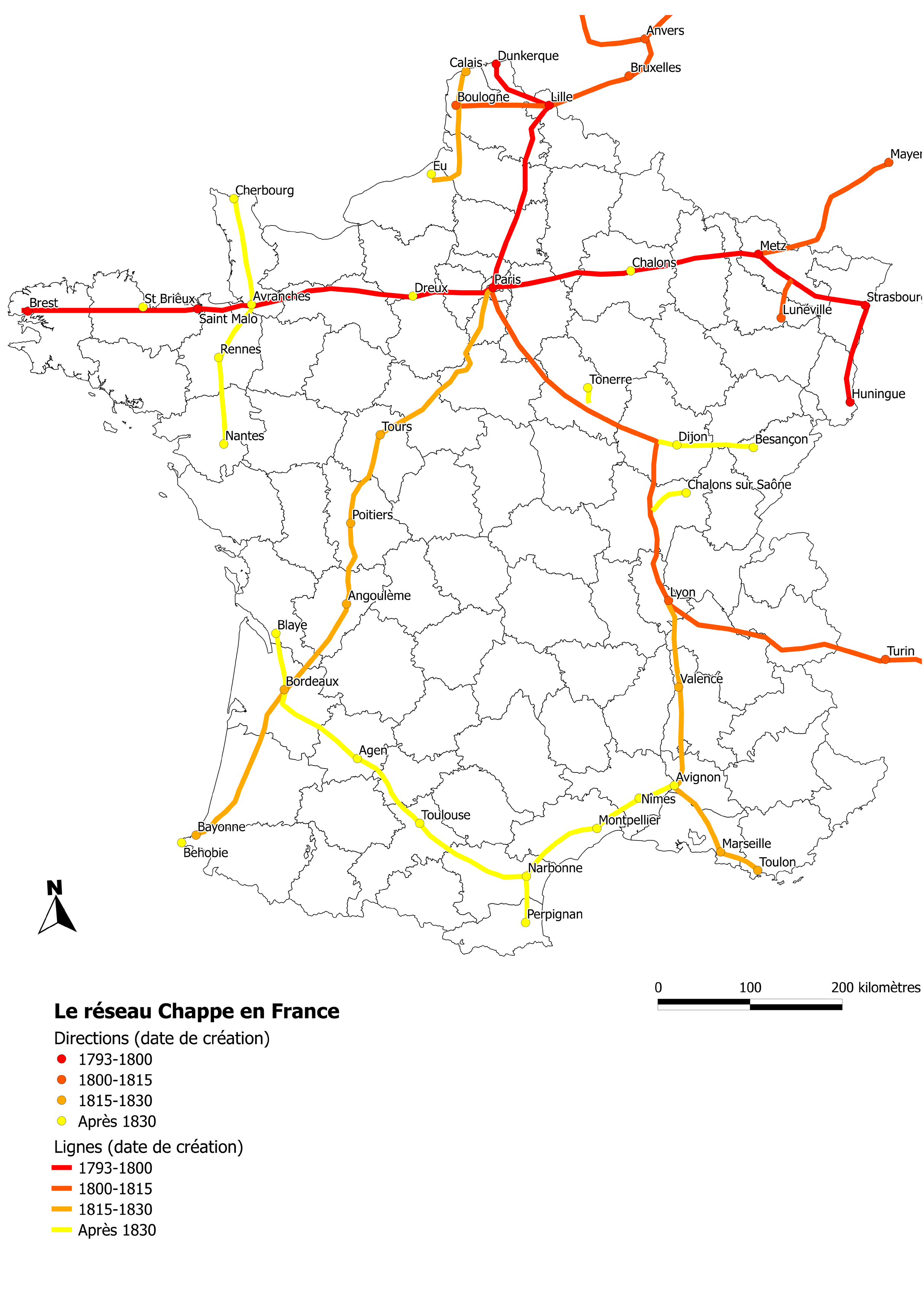
Le réseau Chappe en France.

En 1793, une expérimentation est réalisée avec trois stations : Saint-Martin-du-Tertre, Écouen et Ménilmontant.

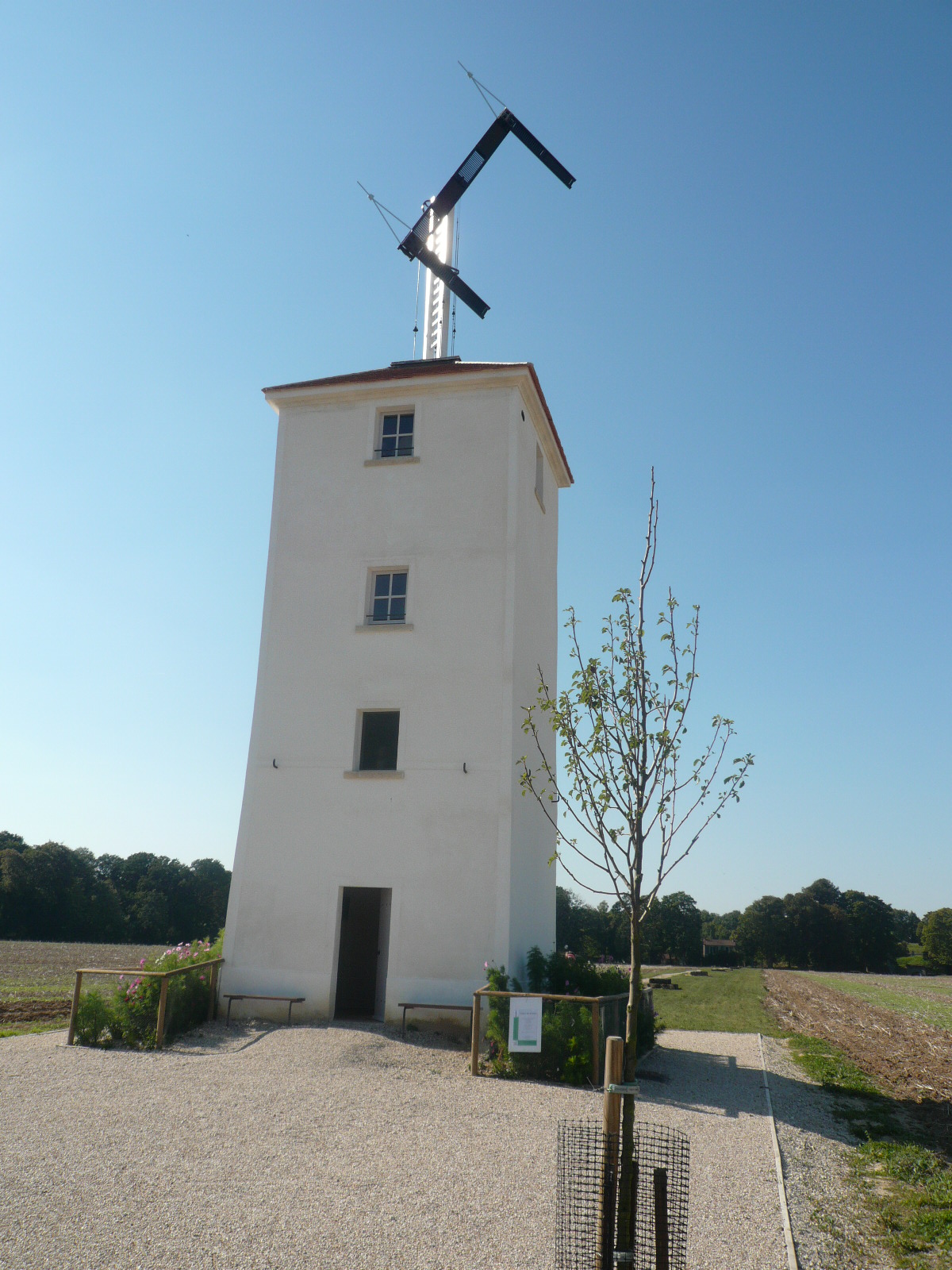
Tour de télégraphe Chappe à Marly-le-Roi.

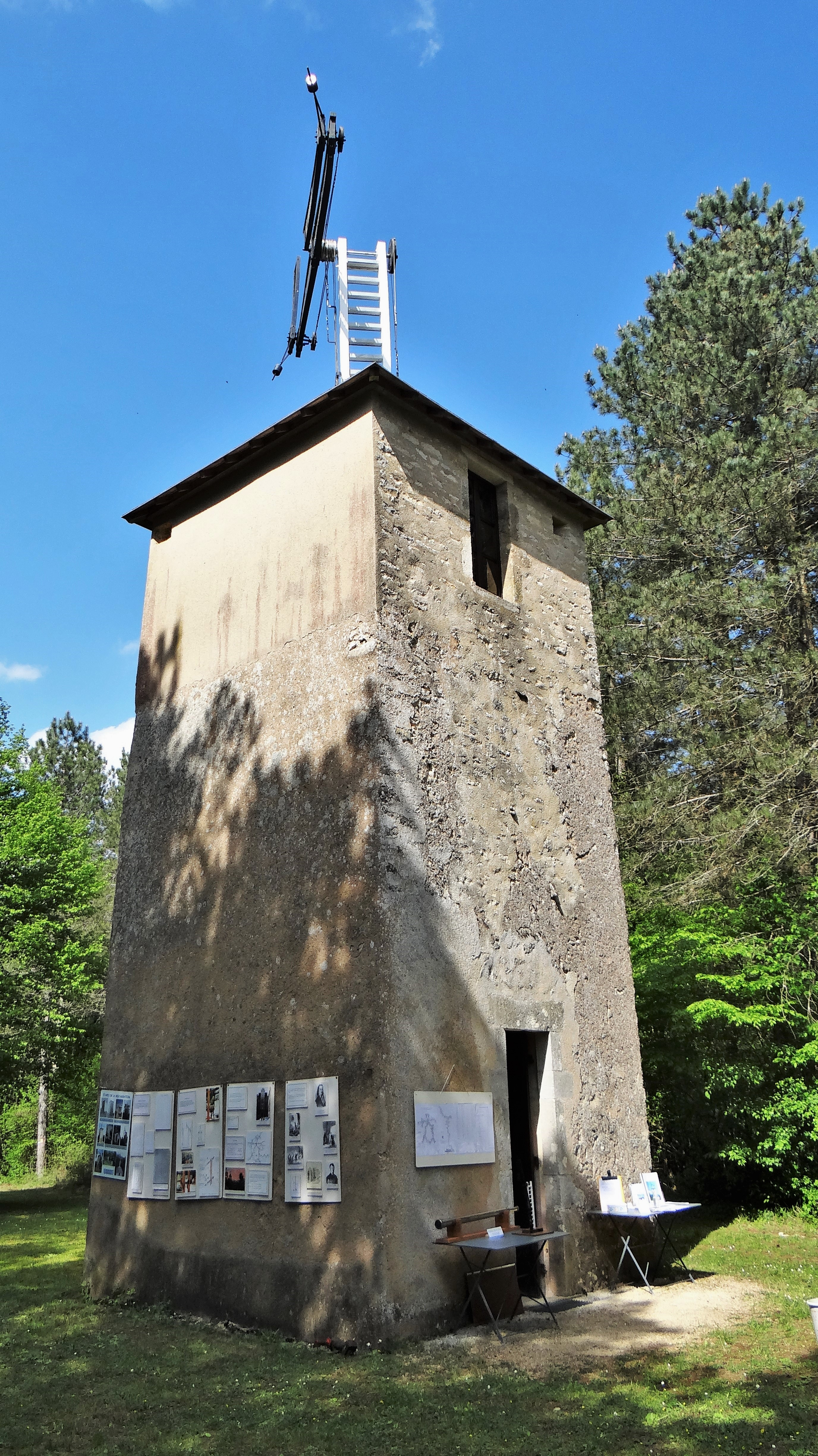
Tour de télégraphe Chappe à Annoux.

Ensuite, un réseau de lignes est développé (principales lignes avec périodes d'exploitation) :
- Paris - Lille : 1794 - 1847
- Paris - Metz - Strasbourg : 1797 - 1852
- Lille - Dunkerque : 1798 - 1801
- Strasbourg - Huningue : 1799 - 1800
- Paris - Saint-Malo - Brest : 1799 -
- Vic-sur-Seille - Lunéville : 1800 - 1801
- Lille - Boulogne-sur-Mer : 1803 - 1816
- Lille - Bruxelles : 1803 - 1814
- Paris - Lyon : 1807 - 1852
- Lyon-Venise : Lyon - Turin : 1807 - 1814, Turin - Milan : 1809 - 1814, Milan - Mantoue - Venise : 1810 - 1814
- Bruxelles - Anvers : 1810 - 1813
- Anvers - Flessingue : 1809 - 1810
- Anvers - Amsterdam : 1811 - 1813
- Metz - Mayence : 1813 - 1814
- Lille - Calais : 1816 - 1852
- Lyon - Valence - Marseille - Toulon : 1821 - 1852
- Paris - Tours - Poitiers - Angoulême - Bordeaux - Bayonne : 1822 -
- Avranches - Rennes - Nantes : 1832 -
- Avignon - Nimes - Montpellier - Narbonne : 1832 -
- Blaye - Bordeaux : 1832 -
- Bordeaux - Agen - Toulouse - Narbonne : 1834 -
- Cherbourg - Avranches : 1835 -
- Narbonne - Perpignan : 1840 -
- Dijon - Besançon : 1840 - 1852
- Calais - Boulogne-sur-Mer : 1840 - 1852
- Boulogne-sur-Mer - Eu : 1846 - 1852
- Bayonne - Béhobie : 1846 -

Une ligne militaire fut utilisée durant la guerre de Crimée [1854 - 1856].
Jusqu'à aujourd'hui, les sites de télégraphe de Chappe, en raison de leurs emplacements, ont été très recherchés pour installer des relais de communications hertziens et, même envisagés pour un type de télécommunications optiques très différent : les liaisons laser [réf. nécessaire].

### Listes des Tours Chappe par Ligne
Ces listes cataloguent les tours des lignes de télégraphe Chappe,,,,,,,.
- Ligne Paris - Bayonne
- Ligne Paris - Toulon (Lyon - Venise)
- Ligne Avignon - Bordeaux (Narbonne, Perpignan, Toulouse)
- Ligne Paris - Strasbourg
- Ligne Paris - Brest (Cherbourg, Nantes)
- Ligne Paris - Lille (Calais, Boulogne)

## Évocations dans la littérature

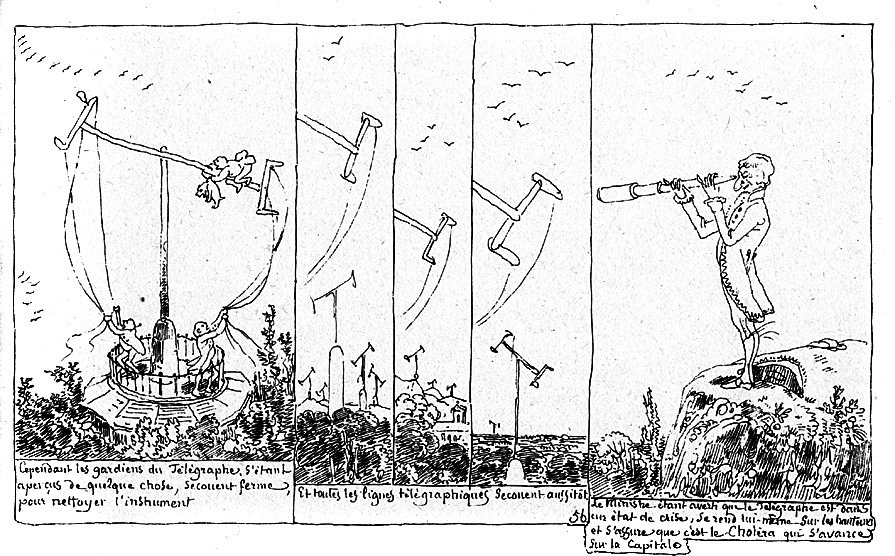
Planche de Monsieur Pencil (1831) par Rodolphe Töpffer.

Ce système est évoqué à plusieurs reprises.
Dans Monsieur Pencil (1831), bande dessinée de Rodolphe Töpffer, un chien tombé sur un bras de télégraphe et son maître y grimpant pour le secourir provoquent une crise internationale en transmettant involontairement des messages inquiétants.
Dans Lucien Leuwen (1834), Stendhal présente une lutte de pouvoir entre Lucien Leuwen et le préfet M. de Séranville auprès du directeur du télégraphe M. Lamorte.
Un des épisodes du roman d'Alexandre Dumas Le Comte de Monte-Cristo (1844) met en jeu le télégraphe Chappe. Il correspond aux chapitres LX et surtout LXI : le Comte de Monte-Cristo corrompt l'employé d'une des tours qui composent la ligne de Paris à l'Espagne et lui fait exécuter d'autres signes que ceux de la dépêche envoyée depuis l'Espagne ; il en résulte à Paris une brève panique boursière où son ennemi Danglars perd une forte somme. Ce passage est pour Dumas l'occasion de décrire assez en détail le fonctionnement d'une ligne de télégraphe Chappe.

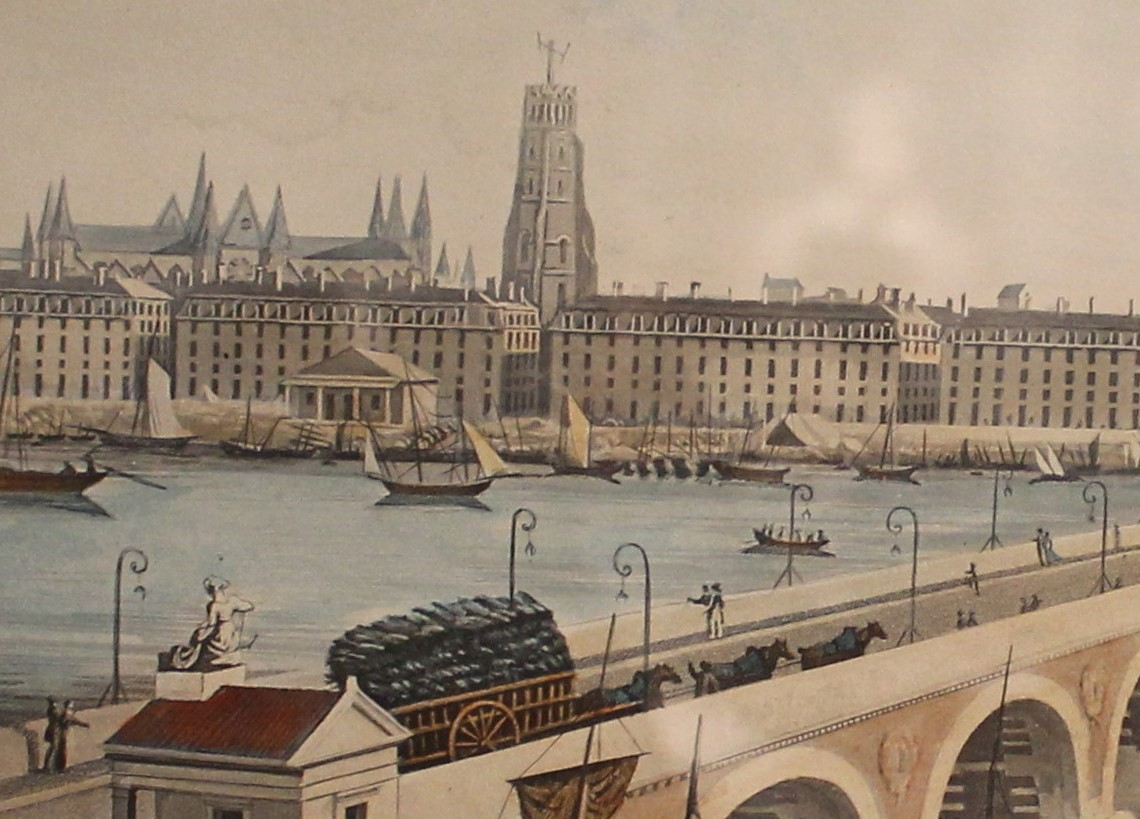
Télégraphe Chappe de la Tour Saint-Michel à Bordeaux.

Élie Berthet, dans La tour du télégraphe (1869), fait du même thème un roman complet : un jeune homme confiné dans une station télégraphique à la campagne sur la ligne Paris-Bordeaux, découvre un abus du télégraphe pour un délit d'initié par des spéculants à la Bourse.
Dans Romain Kalbris de Hector Malot (1869), une jeune fille nommée Dielette décrit sa maison à Paris : « […] du seuil de la porte, on voyait en face, contre une haute église, un beau cadran doré; au-dessus, il y avait une petite tour et sur cette tour des grands bras noirs qui, toute la journée, se remuaient de côté et d’autre. Quand j’ai, l’année dernière, parlé de ça à un paillasse de la troupe de Masson, qui venait de Paris, il m’a dit que cette église était l’église Saint-Eustache, et que ces grands bras noirs étaient un télégraphe. »
Dans sa série des Annales du Disque-Monde, Terry Pratchett décrit un système de télégraphe optique fonctionnant à l'aide de sémaphores : les tours clacs. Celles-ci sont directement inspirées du télégraphe Chappe.

## Patrimoine actuel
Si certaines tours ont pu être sauvées de la destruction et restaurées, la plupart des tours restantes sont à l'état d'abandon, ou dans le meilleur des cas reconverties à un autre usage, en particulier agricole (pigeonnier, entrepôt de produits chimiques, château d'eau). Toutefois, une douzaine de stations télégraphiques réparties sur tout le territoire français ont été réhabilitées ; six sont protégées comme monuments historiques.
Par ailleurs, à Saint-Nicolas en Belgique, des éléments de télégraphe Chappe sont conservés par le Koninklijke Oudheidkundige Kring van het Land van Waas (nl) (K.O.K.W., Cercle royal archéologique du Pays de Waes).
En Allemagne (Sarre et Rhénanie-Palatinat), la ligne télégraphique reliait Metz à Mayence. Non loin de la commune de Nalbach, sur le mont Litermont (de), se trouve aujourd'hui une tour Chappe reconstruite.
| Tour                        | Commune                    | Département      | Ligne                     | État                                   | Protection        | Notes | Coordonnées                        | Illustration |
| --------------------------- | -------------------------- | ---------------- | ------------------------- | -------------------------------------- | ----------------- | --- | ---------------------------------- | ------------ |
| Tour Chappe                 | Annoux                     | Yonne            | Paris-Lyon                | Restaurée et fonctionnelle (cf. vidéo) |                   | À environ 1,5 km du village | 47° 36′ 41″ nord, 4° 03′ 02″ est   |              |
| Aussois                     | Avrieux                    | Savoie           | Lyon-Venise               | Restaurée en 2018 et fonctionnelle     |                   | lieu dit Le courberon |                                    |              |
| Tour Chappe                 | Baccon                     | Loiret           | Paris-Bayonne             |                                        |                   | | 47° 53′ 31″ nord, 1° 37′ 41″ est   |              |
| Tour Chappe du Trou d'Enfer | Bailly                     | Yvelines         | Paris-Brest               | Restaurée et fonctionnelle             | Inscrit MH (1943) | | 48° 50′ 47″ nord, 2° 05′ 32″ est   |              |
| Tour Chappe de Blacy        | Blacy                      | Yonne            | Paris-Lyon                | Ruine                                  |                   | |                                    |              |
| Tour Chappe                 | Brûlon                     | Sarthe           |                           |                                        |                   | Dans le village d'origine de Claude Chappe, non loin du musée qui lui est consacré |                                    |              |
| Tour Chappe                 | Castelnaudary              | Aude             | Avignon-Bordeaux          |                                        |                   | | 43° 19′ 31″ nord, 1° 56′ 41″ est   |              |
| Tour Chappe                 | Étoile-sur-Rhône           | Drôme            | Lyon-Toulon               |                                        |                   | |                                    |              |
| Tour Chappe                 | Gallargues-le-Montueux     | Gard             | Avignon-Bordeaux          |                                        |                   | | 43° 43′ 23″ nord, 4° 10′ 23″ est   |              |
| Tour Chappe de Laburthe     | Gradignan                  | Gironde          | Paris-Bayonne             |                                        | Inscrit MH (2012) | | 44° 47′ 06″ nord, 0° 36′ 27″ ouest |              |
| Tour Chappe du Haut-Barr    | Haegen                     | Bas-Rhin         | Paris-Strasbourg          |                                        |                   | | 48° 43′ 22″ nord, 7° 20′ 11″ est   |              |
| Tour Chappe                 | Lançon-Provence            | Bouches-du-Rhône | Lyon-Marseille-Toulon     | restaurée en 2012                      |                   | | 43° 33′ 39″ nord, 5° 09′ 23″ est   |              |
| Tour Chappe                 | Lavit                      | Tarn-et-Garonne  | Avignon-Bordeaux          |                                        |                   | | 43° 58′ 33″ nord, 0° 56′ 06″ est   |              |
| Tour Chappe                 | Lefaux                     | Pas-de-Calais    | Boulogne-sur-Mer - Eu     |                                        |                   | | 50° 32′ 22″ nord, 1° 39′ 30″ est   |              |
| Tour Chappe                 | Lévignac                   | Haute-Garonne    | Avignon-Bordeaux          |                                        | Inscrit MH (1992) | Dans la forêt de Bouconne | 43° 38′ 56″ nord, 1° 12′ 49″ est   |              |
| Tour Chappe                 | Marcy                      | Rhône            | Paris-Lyon                | Restaurée et fonctionnelle             | Inscrit MH (1982) | | 45° 54′ 47″ nord, 4° 41′ 01″ est   |              |
| Tour Chappe                 | Narbonne                   | Aude             | Narbonne-Perpignan        | Fonctionnelle                          |                   | Équipée d'une variante de type Flocon | 43° 08′ 29″ nord, 2° 57′ 32″ est   |              |
| Tour Chappe                 | Ollioules                  | Var              | Paris-Toulon              |                                        |                   | Trois relais existaient dans le Var : à La Cadière-d'Azur, Ollioules et Toulon. | 43° 09′ 12″ nord, 5° 51′ 18″ est   |              |
| Tour Chappe                 | Remilly-en-Montagne        | Côte d'Or        | Paris-Lyon                | Tour restaurée dans les années 2010    |                   | Lieu-dit La Montagne. D'autres tours existaient entre l'Auxois et Dijon : La Chaleur près de Vieilmoulin, à l'ouest de Sainte-Colombe, sur la montagne du Télégraphe à Semur-en-Auxois. | 47° 17′ 52″ nord, 4° 44′ 41″ est   |              |
| Tour Chappe                 | Saint-André                | Savoie           | Lyon-Venise               | Restaurée en 2010 et fonctionnelle     |                   | Lieu dit Le Plan de l'Ours | 45° 10′ 41″ nord, 6° 35′ 59″ est   |              |
| Tour Chappe                 | Saint-Bauzille-de-la-Sylve | Hérault          | Avignon-Nîmes-Montpellier | Restaurée en 2011 et fonctionnelle     |                   | | 43° 36′ 37″ nord, 3° 33′ 44″ est   |              |
| Tour Chappe                 | Sainte-Foy-lès-Lyon        | Rhône            | Lyon-Marseille-Toulon     | Restaurée et fonctionnelle             | Inscrit MH (1987) | | 45° 44′ 06″ nord, 4° 48′ 08″ est   |              |
| Tour Chappe                 | Saint-Loup                 | Tarn-et-Garonne  | Avignon-Bordeaux          |                                        |                   | | 44° 05′ 19″ nord, 0° 50′ 36″ est   |              |
| Tour Chappe de La Masse     | Saint-Marcan               | Ille-et-Vilaine  | Paris-Brest               | Restaurée et fonctionnelle             |                   | Au-dessus du village. La maison du télégraphiste a été transformée en musée racontant l'histoire du télégraphe Chappe.                                                                  | 48° 34′ 45″ nord, 1° 37′ 34″ ouest |              |
| Tour Chappe du Buat         | Saint-Michel-Tubœuf        | Orne             | Paris-Brest               | Non restaurée                          | Inscrit MH (1992) | Tour du Buat. | 48° 45′ 00″ nord, 0° 40′ 30″ est   |              |
| Sardières                   | Sollières-Sardières        | Savoie           | Lyon-Venise               | Restaurée en 2012 et fonctionnelle     |                   | Télégraphe Chappe au lieu-dit Le Mollard-Fleury (Altitude : 2 004 m) sur la commune de Sollières-Sardières. Accès par le village d'Aussois.                                             | 45° 15′ 39″ nord, 6° 46′ 38″ est   |              |